# Argyrolepidia pyraliformis
Argyrolepidia pyraliformis är en fjärilsart som beskrevs av Walker 1864. Argyrolepidia pyraliformis ingår i släktet Argyrolepidia och familjen nattflyn. Inga underarter finns listade i Catalogue of Life.